# Miss Mondo 2008

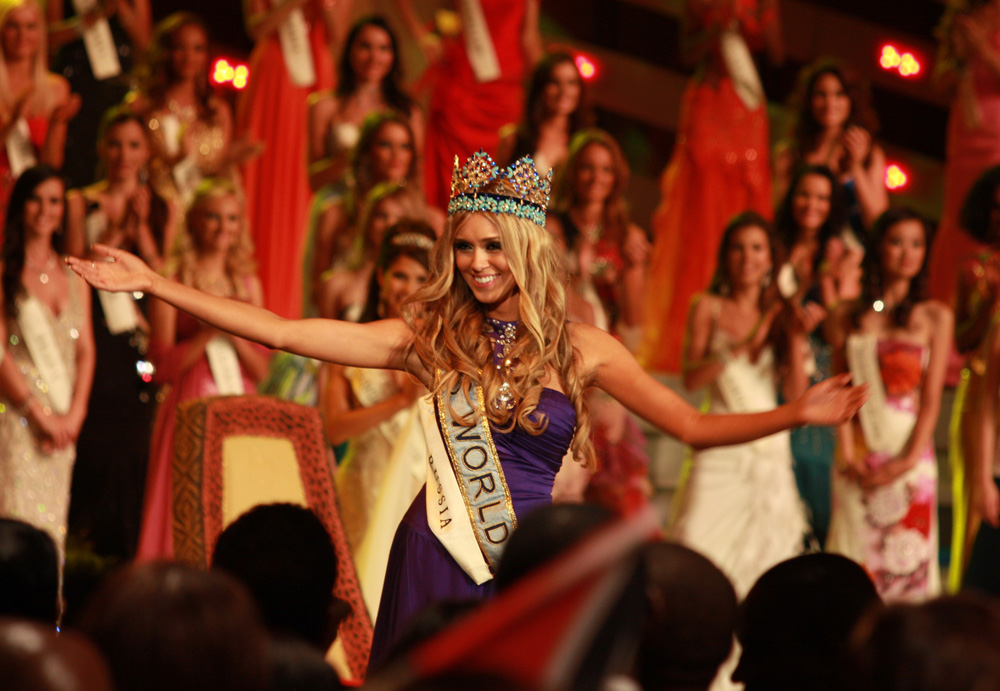
Miss Mondo 2008 - La vittoria della russa Ksenija Suchinova

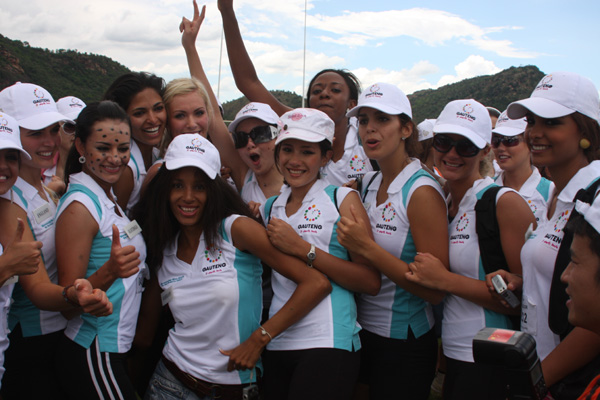
Miss Mondo 2008 Sports Events.

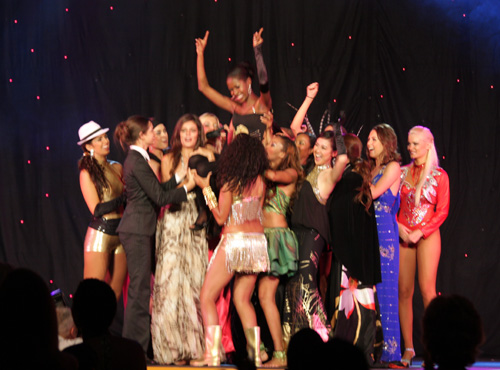
Miss Mondo 2008 Talent Show.

Miss Mondo 2008, la cinquantottesima edizione di Miss Mondo si è tenuta il 13 dicembre 2008, presso il Sandton Convention Centre a Johannesburg, in Sudafrica. Il concorso è stato trasmesso dal canale televisivo SABC, ed è stato presentato da Tumisho Masha e Angela Chow. Ksenija Suchinova, rappresentante della Russia è stata incoronata Miss Mondo 2008, dalla detentrice del titolo uscente, Zhang Zilin.

## Risultati

### Piazzamenti
| Risultato       | Concorrente |
| --------------- | --- |
| Miss Mondo 2008 | - Russia - Ksenija Suchinova |
| 2ª classificata | - India - Parvathy Omanakuttan |
| 3ª classificata | - Trinidad e Tobago - Gabrielle Walcott |
| Top 5           | - Angola - Brigith dos Santos - Sudafrica - Tansey Coetzee |
| Top 15          | - Barbados - Natalie Griffith - Brasile - Tamara Almeida - Croazia - Josipa Kusić - Islanda - Alexandra Ívarsdóttir - Kazakistan - Alfina Nasyrova - Messico - Anagabriela Espinoza - Porto Rico - Ivonne Orsini - Spagna - Patricia Rodríguez - Ucraina - Iryna Zhuravska - Venezuela - Hannelly Quintero |

### Regine continentali
| Risultato       | Concorrente                             |
| --------------- | --------------------------------------- |
| Africa          | - Angola - Brigith dos Santos           |
| Americhe        | - Venezuela - Hannelly Quintero         |
| Asia e Pacifico | - India - Parvathy Omanakuttan          |
| Caraibi         | - Trinidad e Tobago - Gabrielle Walcott |
| Europa          | - Russia - Ksenija Suchinova            |

### Riconoscimenti speciali
| Riconoscimento            | Concorrente                       |
| ------------------------- | --------------------------------- |
| Miss World Beach Beauty   | - Messico - Anagabriela Espinoza  |
| Miss World Top Model      | - Russia - Ksenija Suchinova      |
| Miss World Sports         | - Islanda - Alexandra Ívarsdóttir |
| Miss World Talent         | - Barbados - Gabrielle Walcott    |
| Beauty with a Purpose     | - Barbados - Gabrielle Walcott    |
| Best World Dress Designer | - Stati Uniti - Lane Lindell      |
| Miss People's Choice      | - Vietnam - Dương Trương Thiên Lý |

## Giudici
- Julia Morley - Presidentessa della Miss World LTD
- Wilnelia Merced - Miss Mondo 1975
- Aminurta Kang - Regista teatrale
- Krish Naidoo - Ambasciatrice internazionale di Miss Mondo
- Pearl Luthuli - Funzionario di SABC
- Lindiwe Mahlangu - Direttore esecutivo di Joburg Tourism Company
- Precious Moloi-Motsepe - Direttrice di African Fashion International
- Graham Cooke - Presidente di World Travel

## Concorrenti
| Nazione              | Concorrente              | Età | Statura (cm) | Città                  | Continente     |
| -------------------- | ------------------------ | --- | ------------ | ---------------------- | -------------- |
| Albania              | Egla Harxhi              | 17  | 175          | Tirana                 | Europa         |
| Angola               | Brigith dos Santos       | 18  | 180          | Luanda                 | Africa         |
| Antigua e Barbuda    | Athina James             | 18  | 180          | Saint John's           | Antille        |
| Argentina            | Agustina Quinteros       | 17  | 176          | La Pampa               | America        |
| Aruba                | Christina Trejo          | 20  | 175          | Tanki Flip             | Antille        |
| Australia            | Katie Richardson         | 20  | 178          | Albion Park            | Asia e Oceania |
| Austria              | Kathrin Krahfuss         | 23  | 177          | Graz                   | Europa         |
| Bahamas              | Tinnyse Johnson          | 21  | 176          | Nassau                 | Antille        |
| Barbados             | Natalie Griffith         | 18  | 168          | Bridgetown             | Antille        |
| Belgio               | Alizée Poulicek          | 21  | 175          | Bruxelles              | Europa         |
| Belize               | Charmaine Chinapen       | 21  | 174          | Belize City            | America        |
| Bielorussia          | Volha Chižynkova         | 21  | 184          | Vicebsk                | Europa         |
| Bolivia              | Jackelin Arias           | 18  | 177          | Trinidad               | America        |
| Bosnia ed Erzegovina | Tanja Vujičić            | 18  | 178          | Mostar                 | Europa         |
| Botswana             | Itseng Kgomotso          | 19  | 178          | Gaborone               | Africa         |
| Brasile              | Tamara Almeida           | 22  | 174          | Ipatinga               | America        |
| Bulgaria             | Julia Yurevich           | 19  | 177          | Kozloduy               | Europa         |
| Canada               | Leah Ryerse              | 20  | 178          | Hamilton               | America        |
| Cile                 | Nataly Chilet            | 23  | 175          | Santiago del Cile      | America        |
| Cina                 | Mei Yan Ling             | 24  | 180          | Dalian                 | Asia e Oceania |
| Cipro                | Mari Vasileiou           | 18  | 168          | Larnaca                | Europa         |
| Colombia             | Katherine Medina         | 17  | 180          | Medellín               | America        |
| Corea del Sud        | Choi Bo-in               | 22  | 169          | Seul                   | Asia e Oceania |
| Costa Rica           | Amalia Matamoros         | 19  | 175          | Naranjo                | America        |
| Croazia              | Josipa Kusić             | 20  | 182          | Zagabria               | Europa         |
| Curaçao              | Norayla Francisco        | 23  | 181          | Willemstad             | Antille        |
| Danimarca            | Lisa Lents               | 21  | 177          | Copenaghen             | Europa         |
| Ecuador              | Marjorie Cevallos        | 22  | 183          | Guayaquil              | America        |
| Egitto               | Sanaa Ismail Hamed       | 24  | 175          | Il Cairo               | Africa         |
| El Salvador          | Gabriela Gavidia         | 18  | 173          | La Libertad            | America        |
| Etiopia              | Hibret Fekadu            | 18  | 180          | Addis Abeba            | Africa         |
| Filippine            | Danielle Castaño         | 18  | 174          | Quezon City            | Asia e Oceania |
| Finlandia            | Linda Wikstedt           | 19  | 174          | Helsinki               | Europa         |
| Francia              | Laura Tanguy             | 20  | 175          | Angers                 | Europa         |
| Galles               | Chloe Morgan             | 22  | 175          | Cwmbran                | Europa         |
| Georgia              | Khatuna Skhirtladze      | 18  | 177          | Tbilisi                | Europa         |
| Germania             | Anne Katrin Walter       | 21  | 172          | Dahme-Spreewald        | Europa         |
| Ghana                | Frances Takyi-Mensah     | 22  | 180          | Elmina                 | Africa         |
| Giamaica             | Brittany Lyons           | 19  | 166          | Kingston               | Antille        |
| Giappone             | Mizuki Kubodera          | 21  | 173          | Kanagawa               | Asia e Oceania |
| Gibilterra           | Krystel Robba            | 22  | 178          | Gibilterra             | Europa         |
| Grecia               | Angeliki Kalaitzi        | 24  | 173          | Salonicco              | Europa         |
| Guadalupa            | Frédérika Charpentier    | 23  | 175          | Basse-Terre            | Antille        |
| Guatemala            | Maribel Arana            | 23  | 174          | Città del Guatemala    | America        |
| Guyana               | Christa Simmons          | 23  | 173          | Georgetown             | America        |
| Honduras             | Gabriela Zavala          | 23  | 183          | San Pedro Sula         | America        |
| Hong Kong            | Skye Chan                | 24  | 168          | Hong Kong              | Asia e Oceania |
| India                | Parvathy Omanakuttan     | 21  | 175          | Kottayam               | Asia e Oceania |
| Indonesia            | Sandra Angelia           | 22  | 168          | Surabaya               | Asia e Oceania |
| Inghilterra          | Laura Coleman            | 22  | 175          | Leicester              | Europa         |
| Irlanda              | Sinéad Noonan            | 21  | 175          | County Meath           | Europa         |
| Irlanda del Nord     | Judith Wilson            | 23  | 180          | Enniskillen            | Europa         |
| Islanda              | Alexandra Ívarsdóttir    | 18  | 180          | Reykjavík              | Europa         |
| Isole Cayman         | Nicosia Lawson           | 25  | 175          | George Town            | Antille        |
| Israele              | Tamar Ziskind            | 23  | 176          | Haifa                  | Asia e Oceania |
| Italia               | Claudia Russo            | 25  | 178          | Messina                | Europa         |
| Kazakistan           | Alfina Nassyrova         | 20  | 175          | Almaty                 | Asia e Oceania |
| Kenya                | Ruth Kinuthia            | 22  | 184          | Nairobi                | Africa         |
| Lettonia             | Ina Avlasēviča           | 20  | 180          | Dobele                 | Europa         |
| Libano               | Rosarita Tawil           | 20  | 178          | Beirut                 | Asia e Oceania |
| Lituania             | Gabrielė Martirosianaitė | 17  | 176          | Kaunas                 | Europa         |
| Malaysia             | Soo Wincci               | 23  | 170          | Selangor               | Asia e Oceania |
| Malta                | Martha Fenech            | 17  | 170          | San Giuliano           | Europa         |
| Martinica            | Elodie Delor             | 18  | 183          | Fort-de-France         | Antille        |
| Mauritius            | Olivia Carey             | 19  | 170          | Vacoas-Phoenix         | Africa         |
| Messico              | Ana Gabriela Espinoza    | 20  | 180          | Monterrey              | America        |
| Moldavia             | Iana Varnacova           | 17  | 180          | Chișinău               | Europa         |
| Mongolia             | Anun Chinbat             | 23  | 173          | Ulan Bator             | Asia e Oceania |
| Montenegro           | Mariana Mihajlović       | 18  | 180          | Plavnica               | Europa         |
| Namibia              | Marelize Robberts        | 21  | 180          | Windhoek               | Africa         |
| Nigeria              | Adaeze Igwe              | 18  | 173          | Awka                   | Africa         |
| Norvegia             | Lene Egeli               | 21  | 177          | Stavanger              | Europa         |
| Nuova Zelanda        | Kahurangi Taylor         | 17  | 180          | Auckland               | Asia e Oceania |
| Paesi Bassi          | Carmen Kool              | 22  | 178          | Arnhem                 | Europa         |
| Paraguay             | Gabriela Rejala          | 19  | 173          | Ñemby                  | America        |
| Perù                 | Annmarie Dehainaut       | 18  | 227          | Lima                   | America        |
| Polonia              | Klaudia Ungerman         | 20  | 180          | Wysieradz              | Europa         |
| Porto Rico           | Ivonne Orsini            | 20  | 175          | San Juan               | Antille        |
| Portogallo           | Andréia Rodrigues        | 24  | 175          | Lisbona                | Europa         |
| Rep. Ceca            | Zuzana Jandová           | 20  | 180          | Karviná                | Europa         |
| RD del Congo         | Christelle Ndila         | 18  | 174          | Kinshasa               | Africa         |
| Rep. Dominicana      | Nathali Montes de Oca    | 21  | 175          | Santo Domingo Este     | Antille        |
| Russia               | Ksenija Suchinova        | 21  | 178          | Tjumen'                | Europa         |
| Saint Lucia          | Joy-Ann Biscette         | 22  | 173          | Castries               | Antille        |
| Scozia               | Stephanie Willemse       | 19  | 180          | Glasgow                | Europa         |
| Serbia               | Nevena Lipovac           | 19  | 175          | Belgrado               | Europa         |
| Seychelles           | Elena Angione            | 22  | 168          | Mahé                   | Africa         |
| Sierra Leone         | Tyrilla Gouldson         | 24  | 188          | Freetown               | Africa         |
| Singapore            | Faraliza Tan             | 22  | 175          | Singapore              | Asia e Oceania |
| Slovacchia           | Edita Krešáková          | 19  | 180          | Seňa                   | Europa         |
| Spagna               | Patricia Rodríguez       | 18  | 179          | Granadilla de Abona    | Europa         |
| Sri Lanka            | Rochelle Correa          | 24  | 180          | Colombo                | Asia e Oceania |
| Stati Uniti          | Lane Lindell             | -   | 177          | Tampa Bay              | America        |
| Sudafrica            | Tansey Coetzee           | 23  | 174          | Johannesburg           | Africa         |
| Svezia               | Jennifer Palm Lundberg   | 22  | 176          | Sigtuna                | Europa         |
| eSwatini             | Tiffany Simelane         | 20  | 172          | Mhlambanyatsi          | Africa         |
| Taiwan               | Jamie Lin                | 24  | 173          | Taipei                 | Asia e Oceania |
| Tanzania             | Nasreem Ndiye            | 22  | 174          | Mwanza                 | Africa         |
| Thailandia           | Ummarapas Jullakasian    | 23  | 173          | Bangkok                | Asia e Oceania |
| Trinidad e Tobago    | Gabrielle Walcott        | 23  | 170          | Petit Valley           | Antille        |
| Turchia              | Leyla Tuğutlu            | 19  | 175          | Istanbul               | Europa         |
| Ucraina              | Irina Zhuravskaya        | 18  | 177          | Kiev                   | Europa         |
| Uganda               | Dora Mwima               | 18  | 175          | Tororo                 | Africa         |
| Ungheria             | Szilvia Freire           | 24  | 174          | Budapest               | Europa         |
| Uruguay              | Fatimih Dávila           | 20  | 176          | Montevideo             | America        |
| Venezuela            | Hannelly Quintero        | 22  | 176          | Caracas                | America        |
| Vietnam              | Dương Trương Thiên Lý    | 19  | 169          | Provincia di Dong Thap | Asia e Oceania |
| Zambia               | Winfridah Mofu           | 19  | 172          | Lusaka                 | Africa         |
| Zimbabwe             | Cynthia Muvirimi         | 25  | 170          | Harare                 | Africa         |